# Savika Chaiyadej
Savika Chaiyadej (thaï : สาวิกา ไชยเดช, RTGS : Savika Chaiyadet), surnommée Pinky (พิ้งกี้), née le 19 juin 1986 à Bangkok, est une mannequin, une chanteuse et une actrice thaïlandaise.
Elle joue dans des films indiens de Bollywood (tamil / tamoul et telugu / télougou) et dans des films thaïlandais.

## Biographie

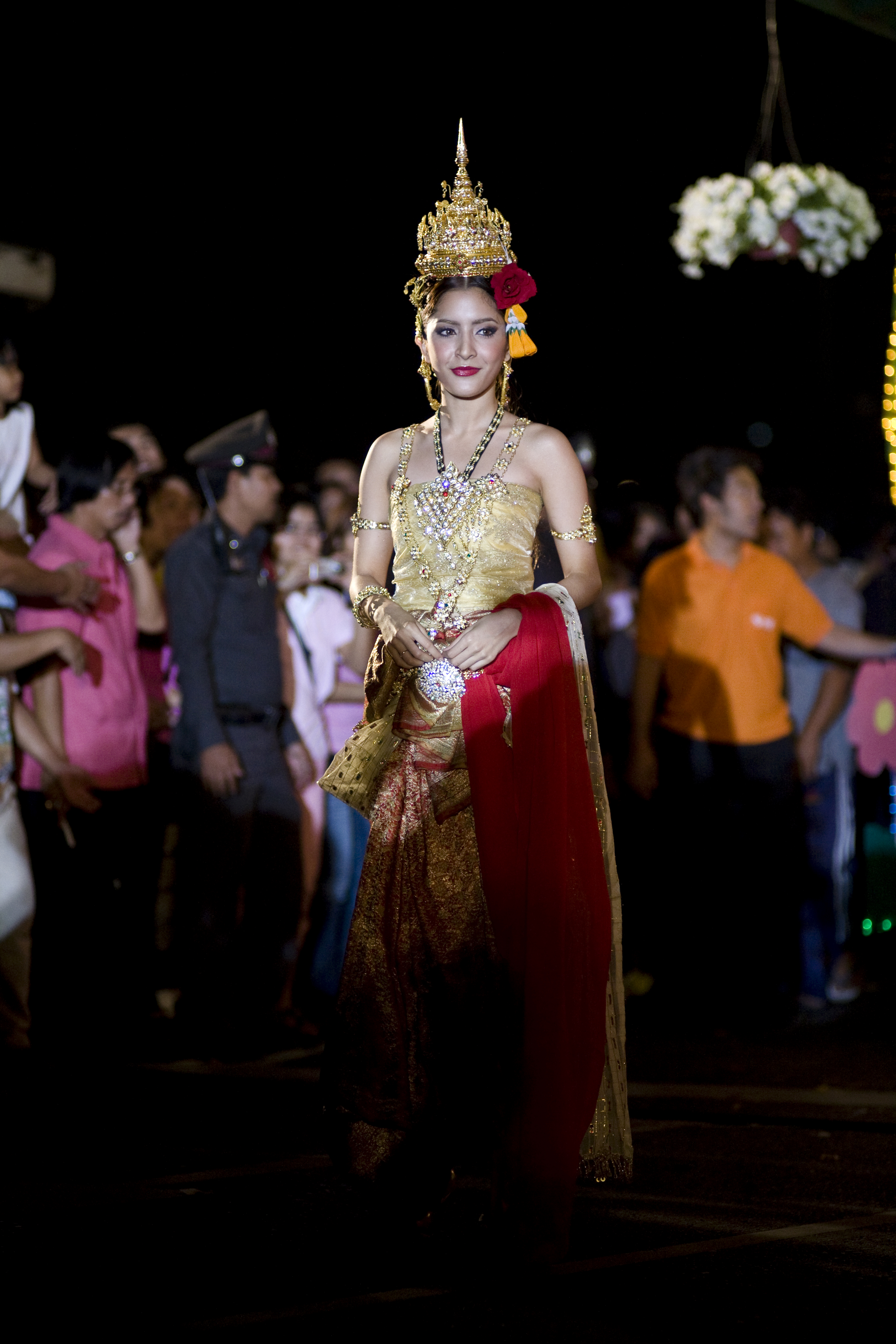
Savika Chaiyadej en 2009

### Vie privée
En 2014, elle se marie avec Itthi « Petch » Chavalittamrong puis elle divorce en 2017.

## Filmographie
- 2005 : The Holy Man / หลวงพี่เท่ง
- 2005 : เด็กเดน
- 2007 : Ghost Train / ชุมทางรถไฟผี[5]
- 2011 : Markandeyan (film indien  tamil / tamoul)
- 2012 : Jan Dara the Beginning / จัน ดารา ปฐมบท[6],[7]
- 2013 : Jan Dara the Final / จัน ดารา ปัจฉิมบท
- 2014 : Who Knows, the Horse may just fly / Emo Gurram Egaravachu (film indien telugu / télougou)
- 2014 : The Rooms / ห้อง...หลอน รับบท เปิ้ล
- 2014 : Love Slave / ทาสรักอสูร
- 2018 : หอแต๋วแตก แหกต่อ ไม่รอแล้วนะ
- 2018 : 100 Percent Love Aata (film indien telugu / télougou)
- 2020 : The Maid / The Maid สาวลับใช้[8]